# Grand pont de Meulan
Le grand pont de Meulan est un ancien pont qui traversait le grand bras de la Seine à Meulan dans l'actuel département des Yvelines (France). Ce pont, qui comptait douze arches inégales, a été construit sous le règne de Philippe-Auguste en 1240 et détruit le 21 mai 1944 par les bombardements alliés. Tracé dans le prolongement du petit pont de Meulan ou pont aux Perches, il reliait l'île du Fort à la rive gauche de la Seine (qui appartient actuellement à la commune des Mureaux). Il est resté soumis à des droits de péage pendant plus de huit siècles, jusqu'en 1839. Il est désormais remplacé par le pont Rhin et Danube implanté quelques centaines de mètres en aval, en service depuis 1953.

## Caractéristiques

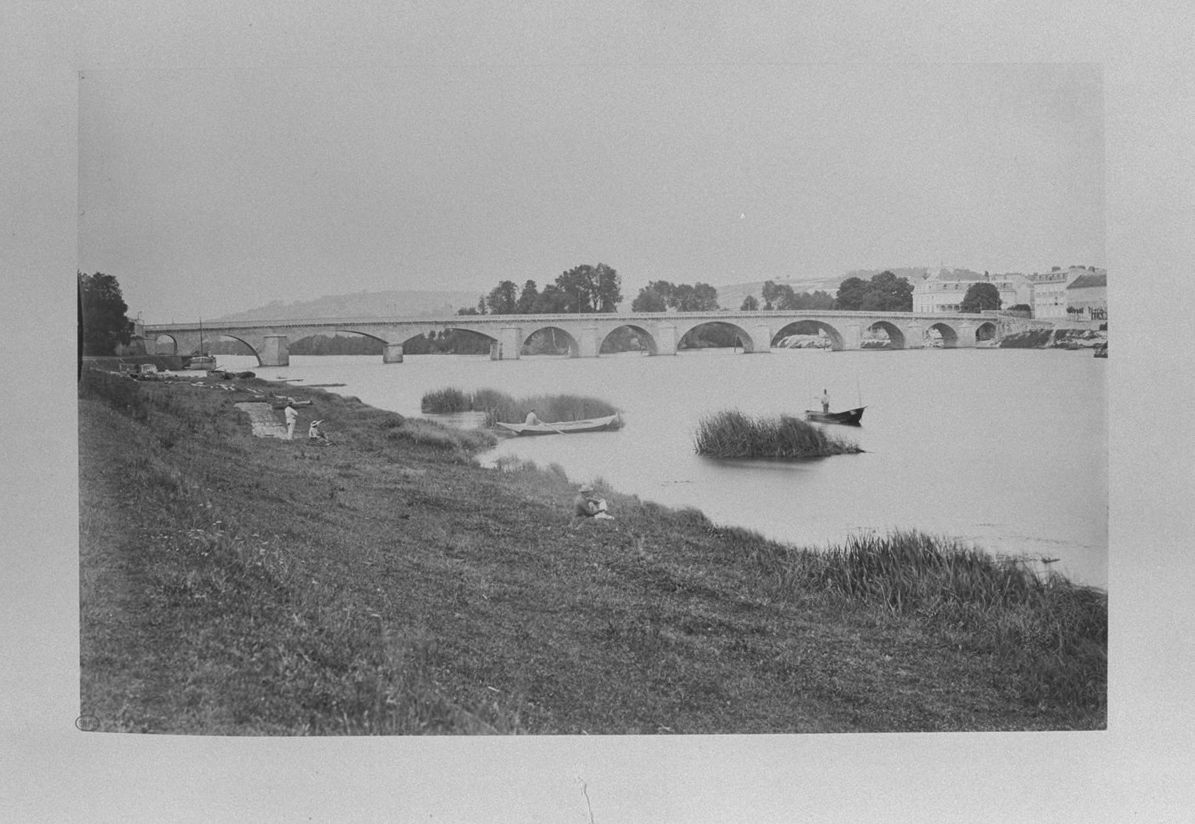
Le grand pont de Meulan vers 1900 (vue d'amont, rive gauche).

La grand pont de Meulan était un pont voûté en pierres de taille de moellons d'une longueur totale entre culées de 219,87 mètres. Il comportait 12 arches inégales d'une portée moyenne de 14,20 mètres, dont une en anse de panier, 6 en ogive et 5 en plein cintre.

## Historique

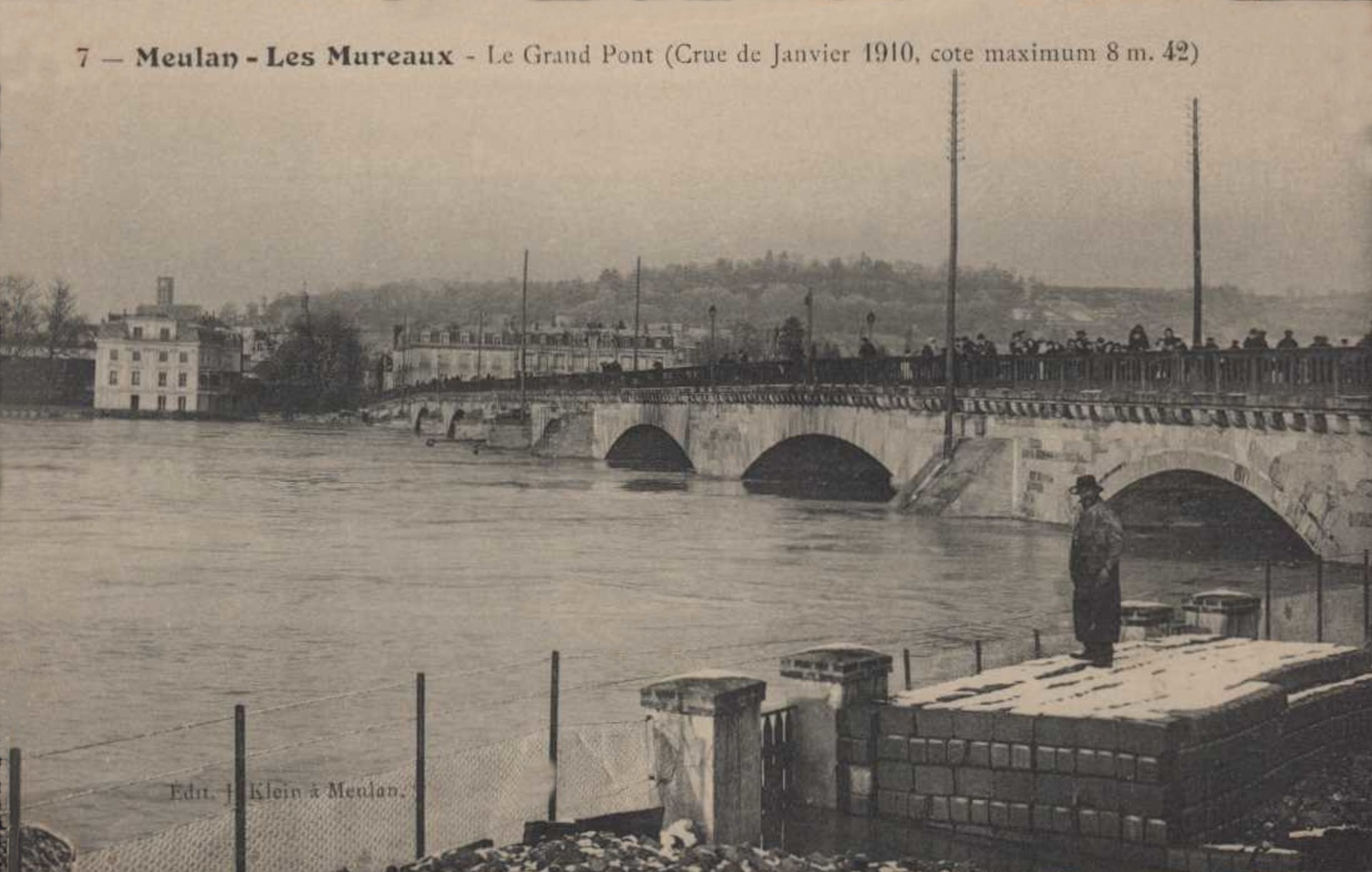
Le grand pont de Meulan lors de la crue de la Seine de janvier 1910.

À l'origine, des ponts de bois devaient exister à Meulan, à quelques centaines de mètres en amont du petit pont actuel. Des vestiges de pilotis de fondation étaient encore signalés en 1716 car ils constituaient un danger pour la navigation.
Le grand pont de Meulan sur fondations en maçonnerie a été construit vers 1168, environ un siècle après le petit pont. Sa construction a commencé sous le règne de Galeran IV, comte de Meulan de 1118 à 1166.
Elle s'est terminée  en 1240, sous le règne de Philippe-Auguste alors que la cité comtale de Meulan était rattachée à la Couronne de France depuis 1204. Il comportait 13 arches soutenues par 24 piliers, permettant de franchir le grand bras (navigable) de la Seine large de plus de 150 mètres,.
Un péage a été instauré dès la fin du Xe siècle comme l'atteste une charte de Hugues Ier, comte de Meulan, accordant une franchise de passage.
Vers 1189, Robert II, cinquième comte de Meulan, accorda  la maîtrise du pont à la commune de Meulan.
Durant la guerre de Cent Ans, lors du siège de Meulan en avril 1364, le pont de Meulan fut le théâtre d'une bataille entre Charles le Mauvais, allié des Anglais, et Du Guesclin qui commandait les troupes du roi Charles V.
En 1695, à la suite de l'explosion d'un magasin à poudre du fort de la Sangle, sur la rive gauche du fleuve, deux arches du grand pont se sont écroulées. Elles furent réparées, mais quelque temps après un nouvel éboulement s'est produit dans l'arche marinière.
En 1727, l'arche d'extrémité du grand pont s'est écroulée et fut remplacée par un pont provisoire en bois. Vers 1749, l'administration des Ponts et Chaussée fit procéder à la démolition du pont devenu trop dangereux.
La restauration du pont est entreprise par un certain Jacques Aubé qui avait obtenu l'accord du Conseil du roi en 1757. Il obtint en échange le droit de percevoir des péages pendant cinquante ans, période pendant laquelle il devait assurer l'entretien du pont. Les travaux ont été réceptionnés en 1762 par l'inspecteur des Ponts et Chaussées, Jean Hupeau. En 1791, à la suite d'échauffourées opposant les habitants au personnel d'Aubé, le péage fut supprimé et l'entretien des ponts confié aux Ponts et Chaussées. Cependant, le mauvais état du grand pont nécessita une nouvelle campagne de travaux entreprise en 1812 et la réinstauration des droits de péage au profit du Trésor public, puis à partir de 1818 du département de Seine-et-Oise.
Le péage pour l'emprunt du pont a été définitivement supprimé le 31 décembre 1839 à minuit.

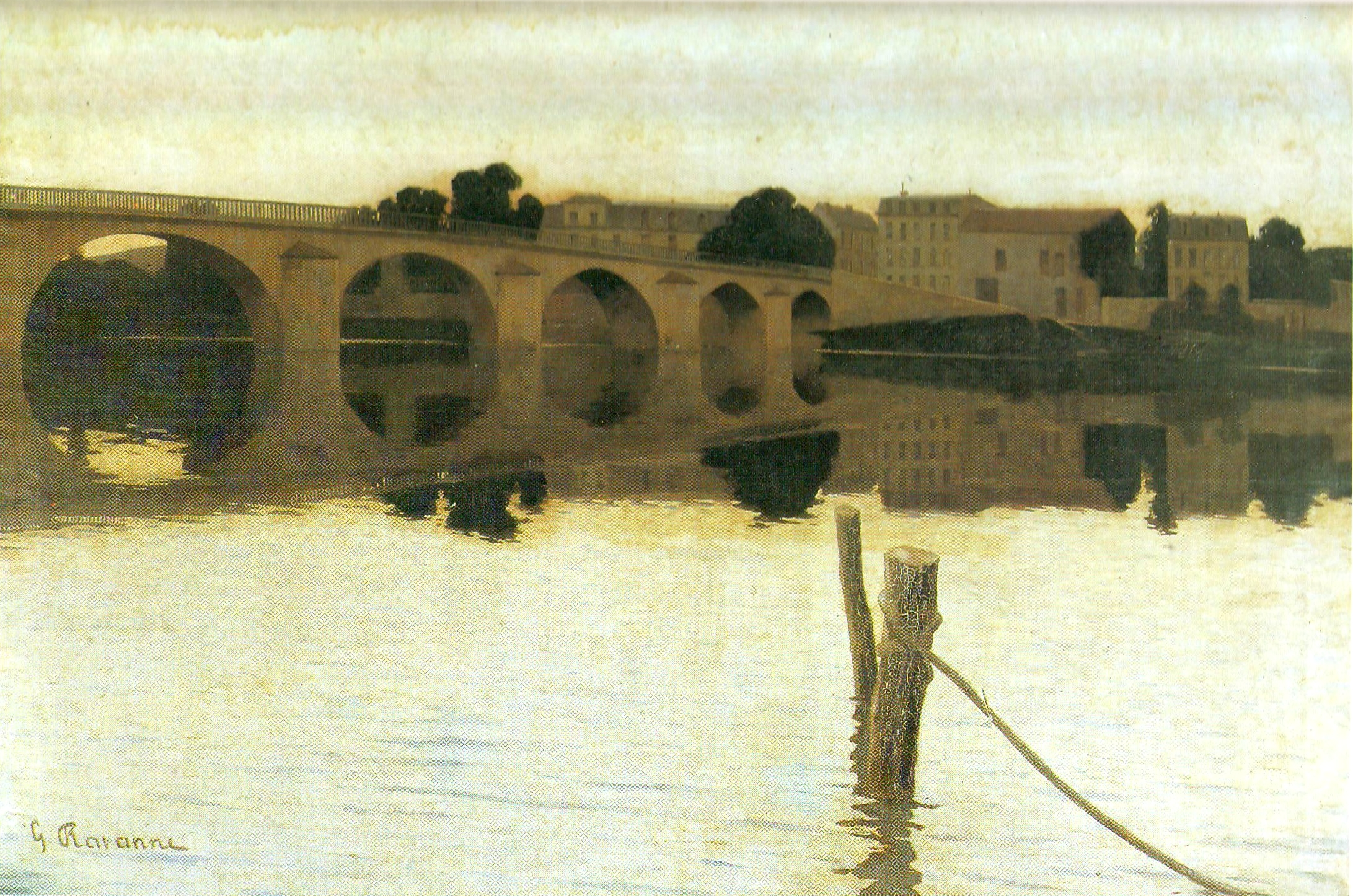
Le grand pont de Meulan - Effet du soir par Léon-Gustave Ravanne, 1886. Tableau exposé dans le grand escalier de la mairie de Meulan.

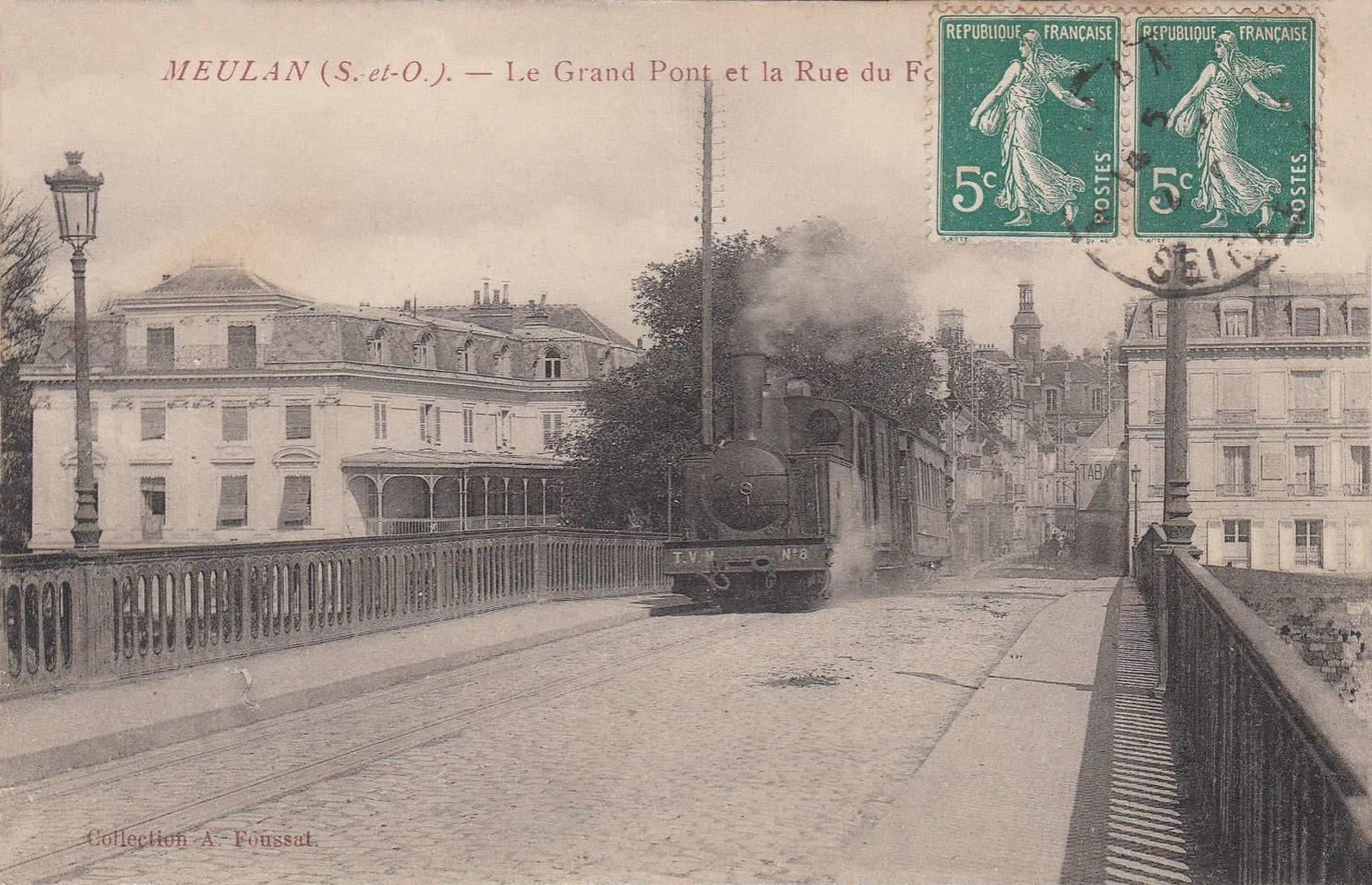
Tramway Versailles-Meulan s'engageant sur le grand pont de Meulan en direction des Mureaux.

En 1870, à l'approche de l'armée prussienne, le génie militaire fit sauter deux arches du grand pont. Un bac est alors mis en service temporairement par la commune  pour assurer le passage des personnes et des marchandises, moyennant le paiement d'un péage.
En 1909, le tramway de Versailles à Maule (TVM), à voie métrique, est prolongé jusqu'à Meulan, empruntant le grand pont et le petit pont de Meulan pour traverser la Seine. En 1912, c'est la mise en service du tramway Saint-Germain-en-Laye - Meulan, à voie normale. Ce dernier formait un tronc commun de Bouafle à Meulan avec le TVM, si bien qu'on pouvait voir sur le pont quatre files de rails, les deux rails de la voie métrique étant insérés à l'intérieur de la voie à écartement normal (1,44 m).
En 1937, le conseil général de Seine-et-Oise décida la construction d'un nouveau pont mais le retard du financement ne permit pas d'engager les travaux avant le début de la Seconde Guerre mondiale.
En juin 1940, à nouveau à l'approche de l'armée allemande, le génie militaire procède à des destructions partielles sur le petit et le grand pont de Meulan. Ce dernier a été remis en service en septembre 1941, mais il est totalement détruit par les bombardements alliés en juin 1944, tandis que le petit pont, qui avait été rétabli en 1942 n'est pas touché.
Le grand pont est rapidement remplacé par un ouvrage provisoire en bois à tablier métallique implanté à quelques mètres en amont du pont détruit.
La décision de remplacement du grand pont par un nouvel ouvrage, l'actuel pont Rhin et Danube, est prise en 1950 (déclaration d'utilité publique). Implanté à 240 mètres en aval du pont détruit, le nouveau pont est constitué en fait de deux ponts successifs franchissant le bras de Meulan et le bras des Mureaux, de part et d'autre de l'île Belle, mis en service respectivement en 1953 et 1957.